# 汝州街269及271號

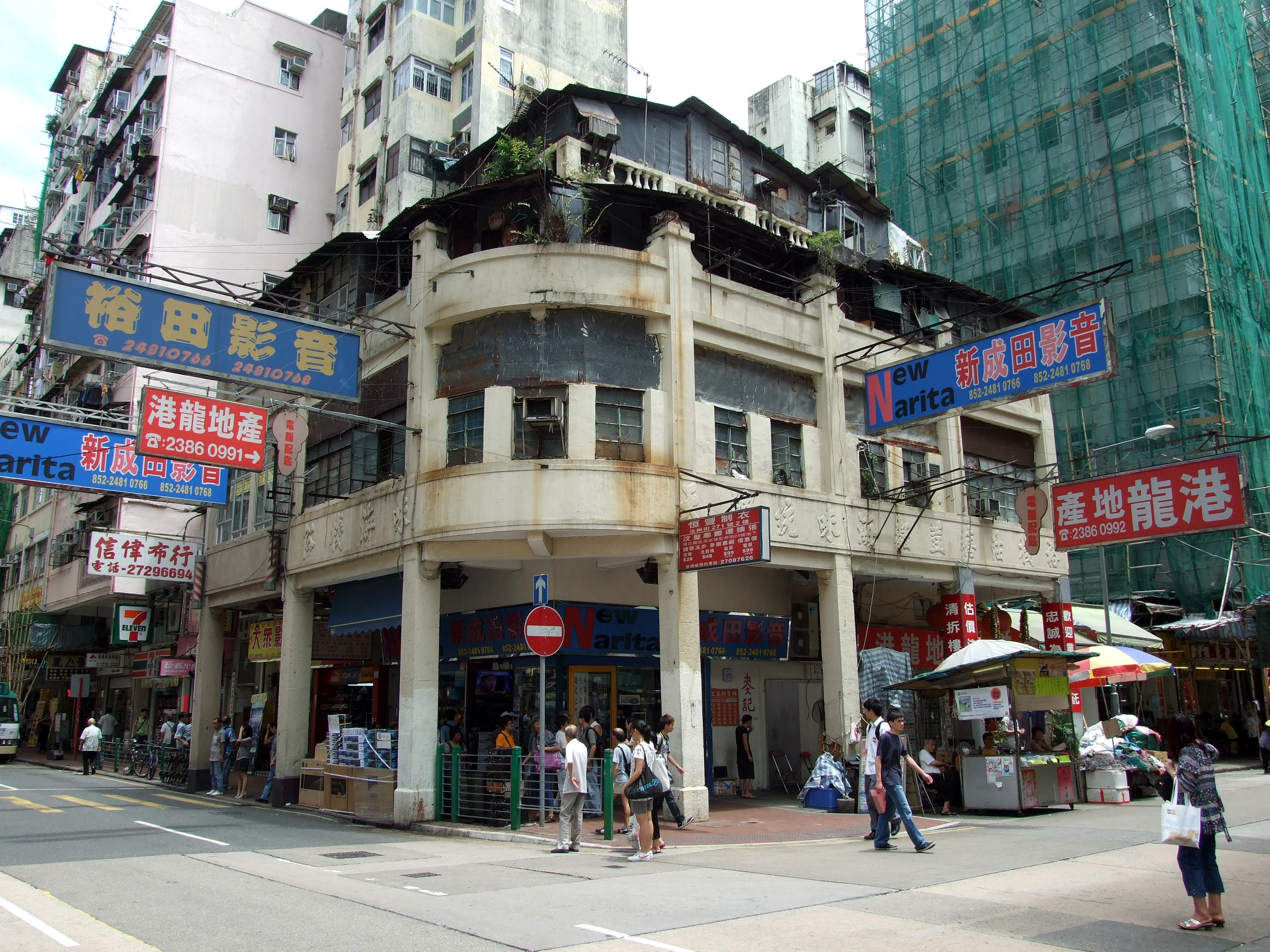
汝州街269及271號（2010年）

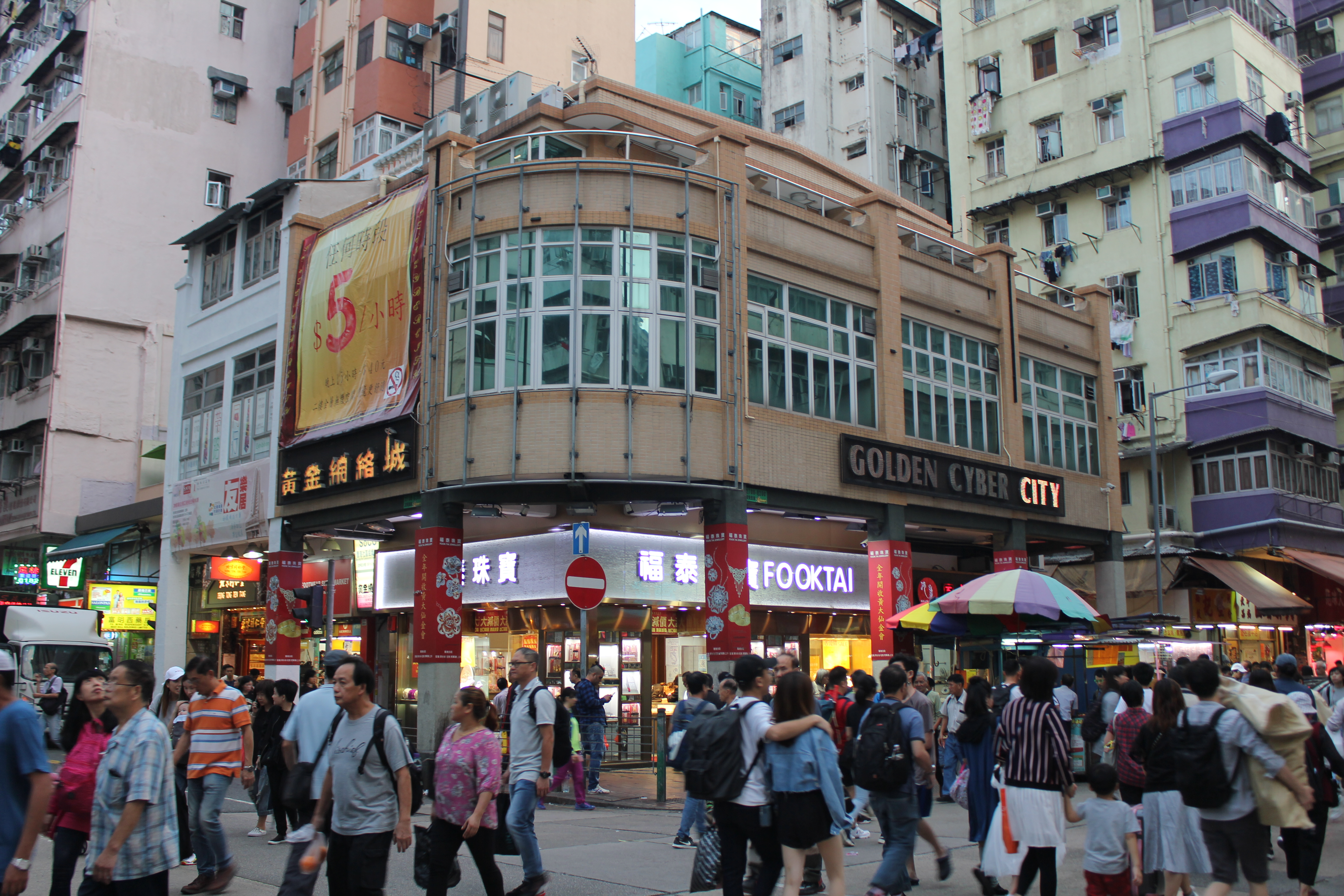
汝州街269及271號（2018年）

汝州街269及271號（英語：269 & 271 Yu Chau Street），是香港一幢單幢式唐樓，位於香港九龍深水埗區汝州街269及271號。
古物諮詢委員會2000年列為二級歷史建築，後來分別於2010年11月10日及9月2日把汝州街271號及269號改評為三級歷史建築。

## 歷史
汝州街269及271號建於1920年代，位於汝州街及桂林街交界，屬戰前唐樓。
唐樓於2011年經過翻新，原本米白色的外牆已經鋪上啡色紙皮石，覆蓋了舊店「裕棧海味」商號，而頂樓圍欄亦在過程中被拆去。
2017年業主以1.5億放售全幢物業，連平台實用面積合共約3873平方呎，售價包括地下珠寶店和1樓及2樓遊戲機舖的租約。
1樓及2樓於2018年遊戲機店倒閉後一直懸空，直至2023年起由工具五金店進駐，而地下仍舊是珠寶店。

## 建築特色
汝州街269及271號是香港現存少數的轉角唐樓，而且是3座僅存「弧形轉角」唐樓的其中一座。

## 外部連結
- 汝州街269號 2/F：六四紀念館臨時展館 - JCCAC （页面存档备份，存于）
- 汝州街269號 1/F：SoCO 269 展覽館 - Facebook